# Схрард
Схрард (нід. Schraard) — село в нідерландській провінції Фрисландія. Входить до муніципалітету Південно-Західна Фрисландія.
Його площа становить 3,12км², а населення станом на 2021 рік складало 150 осіб.
Перша згадка про населений пункт датується 13-им сторіччям.

## Історія
Село вперше згадується в 13 столітті як Scadawerth, що означає «відрізана ділянка» і «терп». Шраард — це село-терп (штучний живий пагорб) на колишньому Марнеслік. Це була майже ідеальна радіальна структура, проте будівлі розташовані дещо хаотично, а церква знаходиться не в центрі, а на південному краю.
Церква датується 13 століттям, однак вежа — 12 століттям. До Реформації церква була місцем паломництва.
У 1840 році в Шраарді проживало 252 особи. До 2011 року село входило до складу муніципалітету Вунсерадіель.

## Галерея

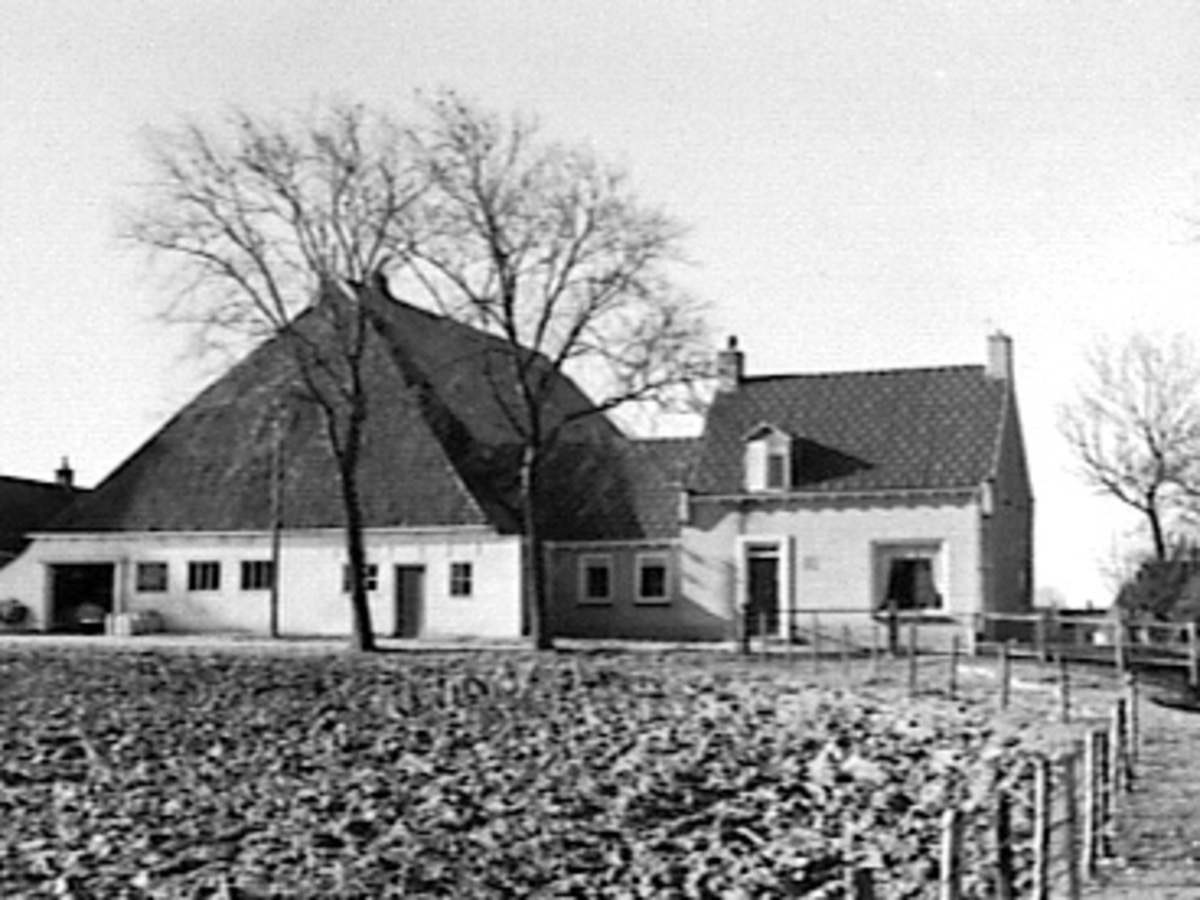
Ферма у Схрарді
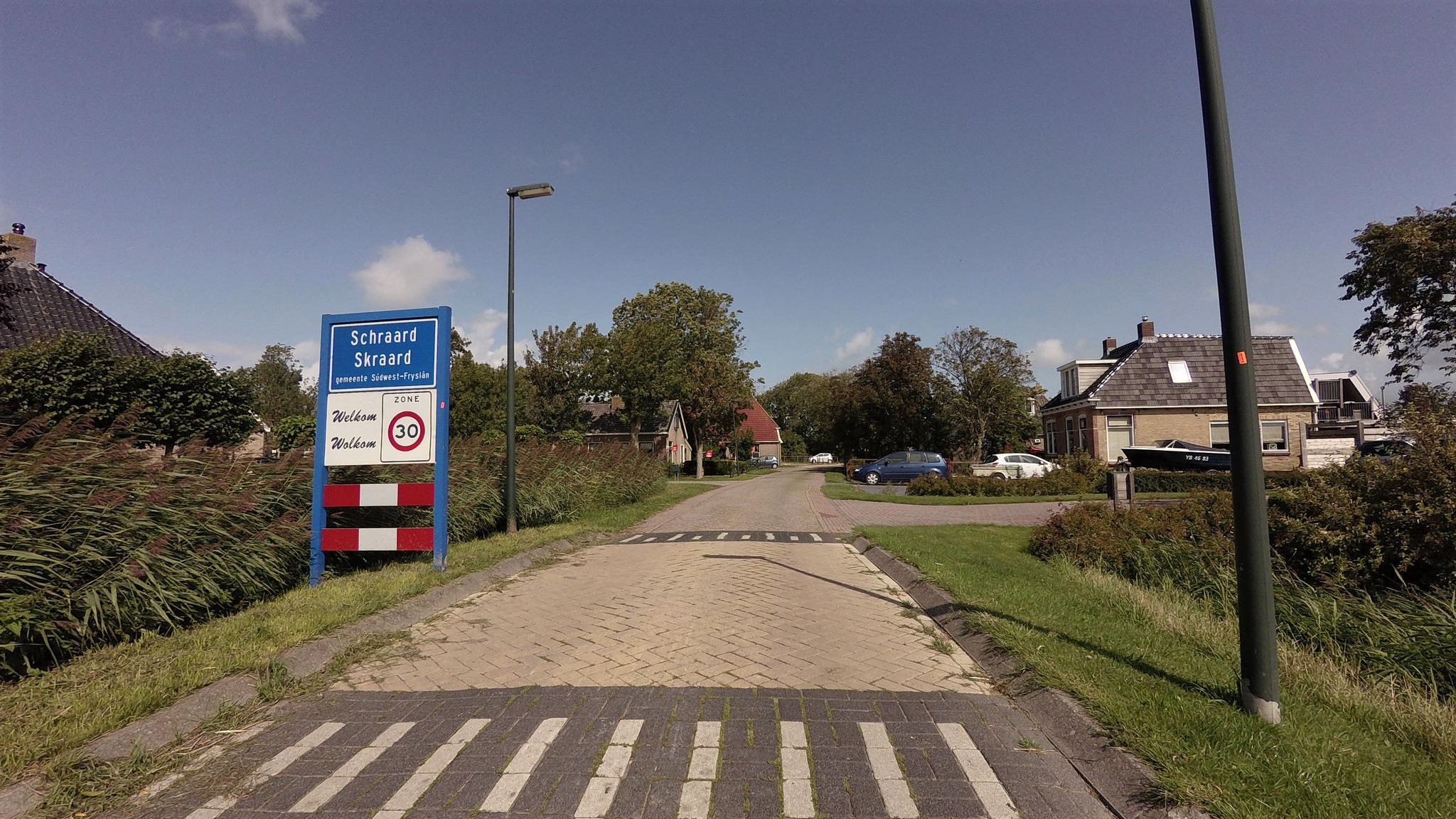
В'їзд до села